# Port Royal (Pennsylvania)
Port Royal è un comune (borough) degli Stati Uniti d'America, situato nello stato della Pennsylvania, nella contea di Juniata.